# Thebe (Mond)
Thebe (Aussprache, standarddeutsch: [ˈteːbə], vgl.; systematische Bezeichnung: Jupiter XIV) ist einer der kleinen inneren Monde des Planeten Jupiter.

## Entdeckung
Thebe wurde am 5. März 1979 von dem Astronomen Stephen P. Synnott auf Aufnahmen der Raumsonde Voyager 1 entdeckt und erhielt zunächst die vorläufige Bezeichnung S/1979 J 2. Vier Monate später beobachtete auch Voyager 2 bei einem Vorbeiflug den Mond. Im Jahre 1983 wurde er offiziell nach der Nymphe Thebe, aus der griechischen Mythologie, benannt, der Tochter des Flussgottes Asopos. Zunächst wusste man wenig über Thebe, erst zwischen 1999 und 2002 machte die Sonde Galileo detaillierte Aufnahmen fast der gesamten Oberfläche. Thebe ist der größte Jupitermond, der erst mittels Raumsonden entdeckt wurde, sieben zum Teil deutlich kleinere Monde wurden in den Jahrzehnten davor von der Erde aus, per Teleskop oder nach Durchsicht von Fotoplatten, entdeckt.

## Bahneigenschaften
Thebe gehört zu den regulären Monden des Jupiter; das bedeutet, dass sie ihn auf einer annähernd kreisförmigen Bahn mit geringer Abweichung von der Rotationsebene des Jupiter und prograd, also in dessen Rotationsrichtung, umkreist. Im Vergleich zu den anderen regulären Monden sind die Exzentrizität und die Bahnneigung aber wiederum relativ hoch, was mit gravitativen Einflüssen des großen Mondes Io erklärt wird. Thebe gehört zu der Amalthea-Gruppe, die ihre Umlaufbahnen sehr nah an Jupiter hat und dessen Ringe unterhält. Dabei speist Thebe den sogenannten äußeren Gossamer-Ring, der sich zwischen den Umlaufbahnen des nächstinneren Mondes Amalthea und von Thebe selbst zwischen 181.000 km und etwa 221.000 km erstreckt. Der Orbit Thebes liegt nur knapp außerhalb der Roche-Grenze.
Thebe weist eine gebundene Rotation auf, dabei zeigt ihre lange Achse immer in Richtung Jupiter. Ein Umlauf dauert etwas mehr als 16 Stunden.

## Aufbau und Oberfläche
Thebe ist unregelmäßig geformt und hat Abmessungen von 116 × 98 × 84 km. Sie ist nach den Galileischen Monden, Amalthea und dem größten irregulären Mond Himalia der siebtgrößte Jupitermond. Ihre Oberfläche ist bei einer Albedo von 0,047 sehr dunkel und rötlich gefärbt. Die Aufnahmen der Raumsonden zeigen mindestens drei riesige Einschlagskrater, darunter der Krater Zethus, der einen Durchmesser von etwa 40 km hat.

## Galerie

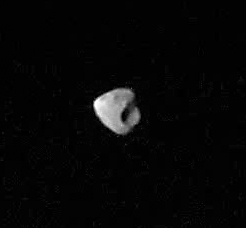
Thebe am 4. Januar 2000 (Galileo)
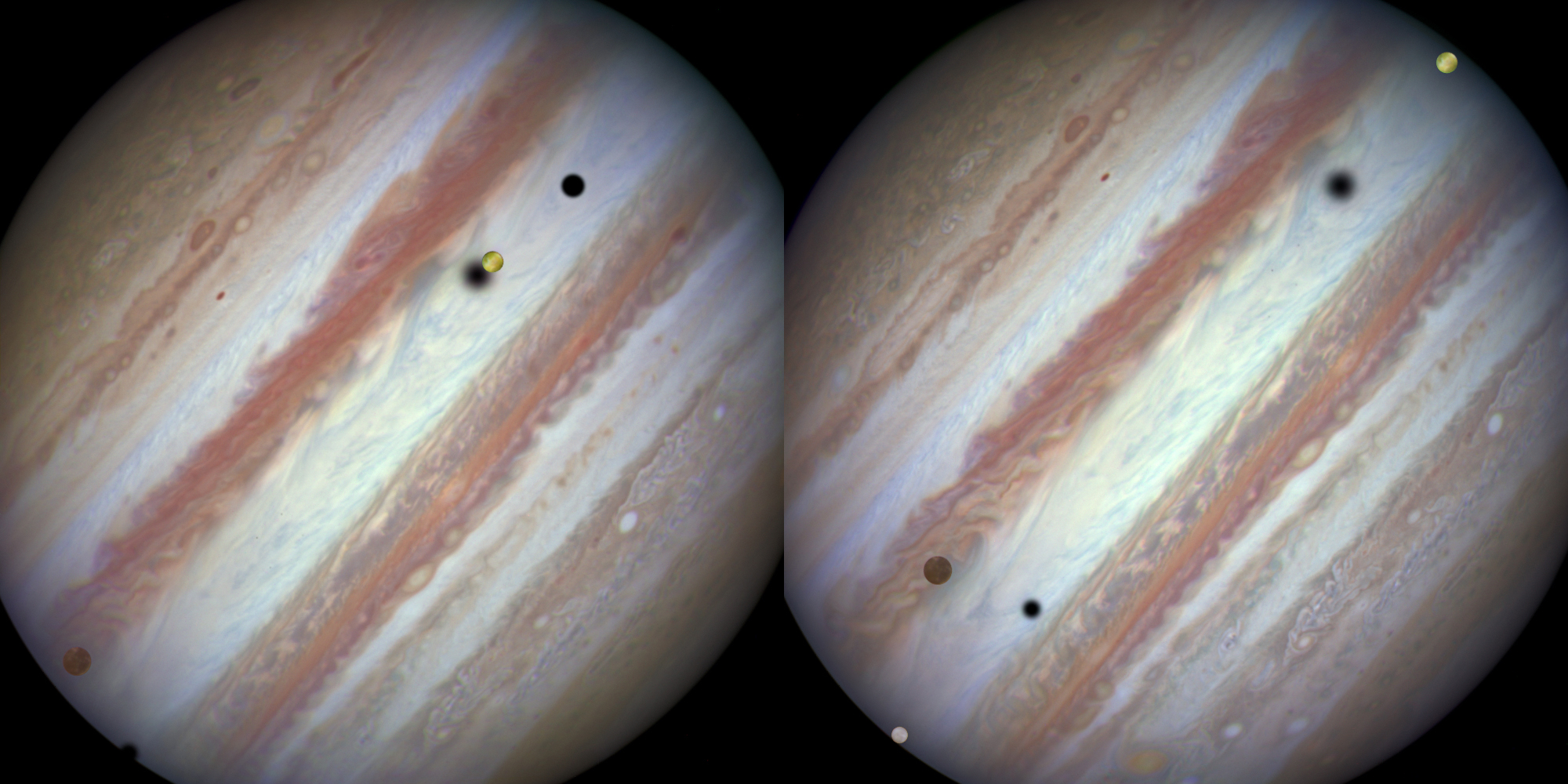
Sonnenfinsternisse auf Jupiter durch Amalthea, Thebe, Io, Europa und Kallisto am 24. Januar 2015. Die Sonne scheint von links unten.
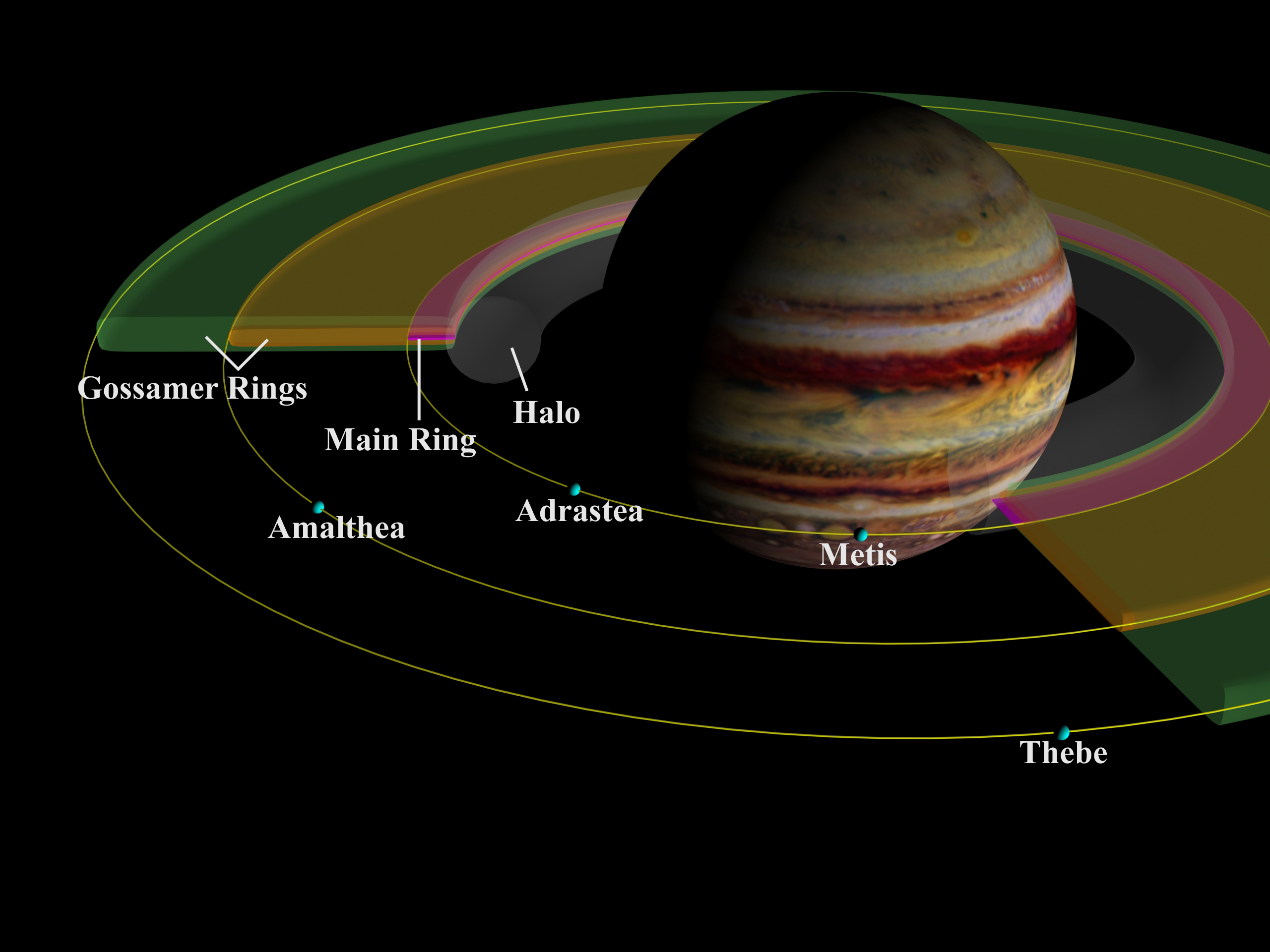
Schema des Ringsystems von Jupiter; grün ist der Thebe-Gossamer-Ring dargestellt.